# Цвятко Радойнов
Цвятко Колев Радойнов е политически и военен деец на БРП (к). Полковник в Червената армия. Участник и ръководител на комунистическото съпротивително движение по време на Втората световна война, става ръководител на Централната военна комисия.

## Биография
Цвятко Радойнов е роден на 10 февруари 1895 г. в с. Крън в бедно селско семейство. Още като ученик става член на БРСДП (т.с.) Завършва Казанлъшката педагогическа гимназия (1914).
Участва в Септемврийското въстание от 1923 г. в Бургаско. След разгрома на въстанието организаторите – Цвятко Радойнов, Тодор Грудов и др. са осъдени на смърт, но заедно с още тринадесет от съучастниците си успява да емигрира през Турция в Съветския съюз.
След няколко месечно пребиваване в Москва, през март 1924 г. групата български емигранти са изпратени край Полтава, където получават за обработка изоставено помешчическо имение близо до с. Параскеевка и основават комуната „Димитър Благоев“. Там пристига съпругата му Божана (Бойка) със сина им Спартак. Радойнов избран за член на контролната комисия при градския комитет на комунистическата партия в Полтава. Комуната е преустроена в колхоз, където се ражда дъщерята на Радойнови - Септемврина. Получава съветско гражданство под името Андрей Константинович Родионов или Радионов. През септември 1926 г. пристига със семейството си в Москва и започва обучението си във Военната академия „М. В. Фрунзе“ (на руски: Военная академия имени М. В. Фрунзе), където учи от 1926 до 1929 г., а по-късно става преподавател в нея. Достига до звание полковник в Червената армия. Назначен за началник на Инженерно-командния факултет, а след това е началник щаб на едно от поделенията на Киевския гарнизон, където работи от 1929 до 1930 г. После е командирован в Новочеркаск като преподавател по обща тактика в курс за квалификация и усъвършенстване на командния състав на РККА.
През гражданската война в Испания през 1936-1939 г. е военен съветник на Републиканската армия, изпратен от СССР. Като доброволец в интернационалните бригади участва в боевете при Гуадалахара и при отбраната на Мадрид.
Синът му Спартак (1920-1938) умира 17-годишен в СССР. Дъщеря му Септемврина Радойнова (1925-2004) се омъжва по-късно за Димитър Остоич, скулптор и изкуствовед.
Участва в комунистическото съпротивително движение по време на Втората световна война. Начело на група от 24 диверсанти през лятото на 1941 г. Радойнов се завръща нелегално в България със съветска подводница. Стоварени са на 11 август 1941 г. на черноморския бряг край устието на р. Камчия. Групата, съставена от политически емигранти, е от т. нар. парашутисти и подводничари, изпращани от СССР за развиване на нелегална противодържавна, подривна, саботажни и пропагандна дейност в страната. Радойнов става член на ЦК на БРП (к) и ръководител на Централната военна комисия на място. Като нелегален съветски гражданин в България, при осъществяване на своите цели и задачи използва псевдонимите Радионов, Васил, Крум. 
Апаратът на Никола Гешев чрез свой информатор сред комунистите го разкрива и той е арестуван през 1942 г. Осъден е на смърт по Процеса на подводничарите (Дело № 503 от 1942 г.). Разстрелян в гарнизонното стрелбище на София на 26 юни 1942 г., малко преди да започнат съдебните заседания по делото в Процеса срещу ЦК на БРП (Дело № 585 от 1942 г.), по който също е подсъден.